# Adrian Rogulj
Adrian Rogulj (Drammen, 3 april 1999) is een Noors-Kroatisch voetballer die doorgaans speelt als aanvaller. Hij staat onder contract bij FC Emmen, dat hem voor het seizoen 2025 verhuurt aan het Zweedse IK Oddevold.

## Clubcarrière
Rogulj begon zijn carrière bij Strømsgodset IF. Hij speelde vanaf 2017 in het tweede team, maar het kwam nooit tot een debuut op het hoogste niveau. In januari 2019 verkaste hij naar Bærum SK, dat uitkwam in de 2. Divisjon, het derde niveau van Noorwegen. In mei 2021 ging hij naar Levanger FK, dat in dezelfde competitie speelde. Na een jaar bij Levanger ging hij spelen bij FK Ørn-Horten, ook op het derde niveau. In twee seizoen speelde hij daar 64 wedstrijden, waarin hij 33 keer wist te scoren.
Medio 2024 tekende Rogulj bij FC Emmen. Hij debuteerde in de eerste speelronde van het seizoen 2024/25 tegen FC Dordrecht (1-2). Hij begon in de basis maar met na 51 minuten gewisseld voor Franck Evina. Hij kreeg verder weinig minuten en wist in 13 wedstrijden niet te scoren.
In februari 2025 werd Rogulj verhuurd aan IK Oddevold, dat uitkwam in de Superettan.

## Statistieken
| Seizoen | Club          | Competitie     | Competitie | Competitie | Beker | Beker | Overig | Overig | Totaal | Totaal |
| Seizoen | Club          | Competitie     | Wed.       | Dlp.       | Wed.  | Dlp.  | Dlp.   | Dlp.   | Wed.   | Dlp.   |
| ------- | ------------- | -------------- | ---------- | ---------- | ----- | ----- | ------ | ------ | ------ | ------ |
| 2019    | Bærum SK      | 2. Divisjon    | 23         | 4          | 2     | 1     | 0      | 0      | 25     | 5      |
| 2020    | Bærum SK      | 2. Divisjon    | 4          | 0          | 0     | 0     | 0      | 0      | 4      | 0      |
| 2021    | Levanger FK   | 2. Divisjon    | 9          | 3          | 2     | 3     | 0      | 0      | 11     | 6      |
| 2022    | FK Ørn-Horten | 2. Divisjon    | 22         | 13         | 1     | 0     | 0      | 0      | 23     | 13     |
| 2023    | FK Ørn-Horten | 2. Divisjon    | 24         | 12         | 2     | 2     | 0      | 0      | 26     | 14     |
| 2024    | FK Ørn-Horten | 2. Divisjon    | 14         | 6          | 1     | 0     | 0      | 0      | 15     | 6      |
| 2024/25 | FC Emmen      | Eerste divisie | 12         | 0          | 1     | 0     | 0      | 0      | 13     | 0      |
| 2025    | IK Oddevold   | Superettan     | 1          | 0          | 3     | 0     | 0      | 0      | 4      | 0      |
|         |               |                | 109        | 38         | 12    | 6     | 0      | 0      | 121    | 44     |

Bijgewerkt op 10 april 2025.